# Poder judicial de España

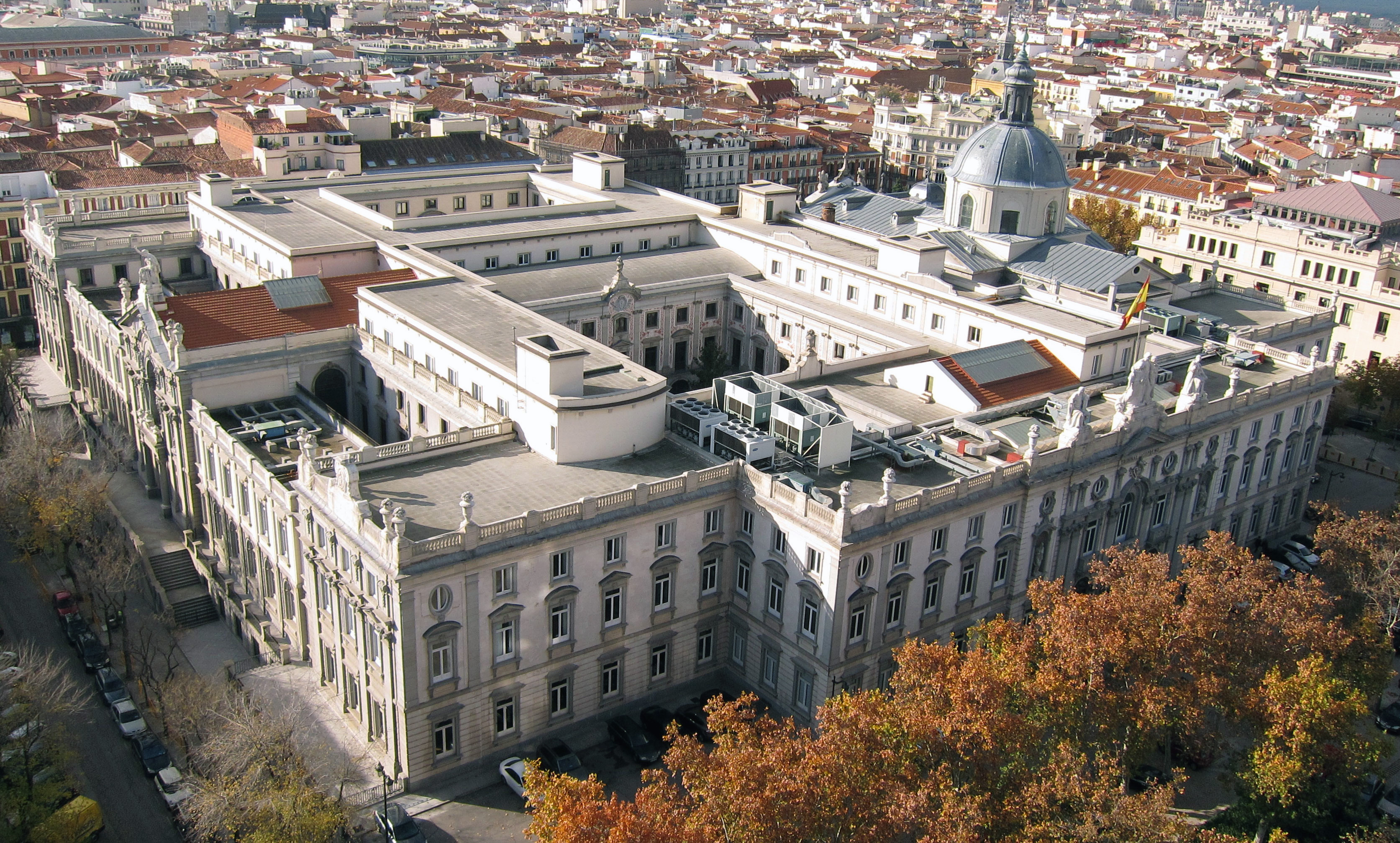
Convento de las Salesas Reales, sede del Tribunal Supremo

El poder judicial de España es uno de los tres poderes que conforman el Reino de España. Se compone de juzgados y tribunales, integrados por jueces y magistrados, que tienen la potestad de administrar justicia. Según la Constitución española, la justicia emana del pueblo y es administrada en nombre del rey. Se trata de un poder único para todo el Estado, encabezado por el Tribunal Supremo, máximo órgano en todos los órdenes jurisdiccionales. No debe confundirse con el Tribunal Constitucional, que no forma parte del poder judicial.
Exclusivamente a dichos juzgados y tribunales corresponde el ejercicio de la potestad jurisdiccional, juzgando y haciendo ejecutar lo juzgado. En ejercicio de dicha potestad, los juzgados y tribunales conocen y deciden todos los procesos jurisdiccionales de los órdenes civil, penal, contencioso-administrativo, social y militar. El conocimiento y decisión de dichos procesos consiste en la tramitación y pronunciamiento sobre el fondo del asunto que les planteen las partes, sean estas autoridades o particulares.
También, en los casos en que la ley así lo permite, los juzgados y tribunales se encargan del conocimiento y decisión de algunos asuntos que no suscitan contienda entre partes, en los denominados procesos de jurisdicción voluntaria, regulada actualmente en la ley 15/15 Ley de jurisdicción voluntaria, ya que la mayoría de actos de jurisdicción voluntaria han quedado en manos del Letrado de la administración de Justicia. 
Estos son principalmente la protocolización de testamentos ológrafos (escritos por el testador de su puño y letra) y otros actos civiles que requieren intervención judicial.
Asimismo, los jueces de primera instancia y, en su caso, los jueces de paz, tienen a su cargo el registro civil, siendo responsables de la custodia y llevanza de los libros que registran el nacimiento, estado civil, los hechos que afecten a la capacidad de obrar y la defunción de las personas.

## Regulación
El artículo 1 de la Constitución Española de 1978 (CE) indica que España se constituye en un Estado social y democrático de Derecho, que propugna como valores superiores de su ordenamiento jurídico la libertad, la justicia, la igualdad y el pluralismo político.
Este principio es desarrollado en el Título VI de la Constitución, referido al Poder Judicial (arts. 117 a 127), así como por la Ley Orgánica 6/1985, de 1 de julio, del Poder Judicial, modificada por las Leyes Orgánicas 19/2003, 20/2003 y 2/2004.

## Principios
La Constitución garantiza el respeto a los principios esenciales necesarios para el correcto funcionamiento del Poder Judicial; estos principios son la imparcialidad, la independencia, la inamovilidad, la responsabilidad y la legalidad.
- Principio de imparcialidad: En garantía de la tutela judicial efectiva asegurada a todos los ciudadanos por la Constitución, la Ley Orgánica del Poder Judicial proscribe la intervención de jueces y magistrados en el conocimiento y decisión de asuntos en los que puedan tener interés como parte, bien sea a título personal o como representantes de otras personas. Los jueces y magistrados están obligados a abstenerse de conocer o decidir tales asuntos, y en caso de no hacerlo pueden ser recusados por la parte que se crea perjudicada; un Tribunal superior jerárquicamente decidirá el incidente de recusación y, en caso de encontrar fundado su planteamiento, apartará al juez o magistrado recusado de la causa.

Son causas de recusación, entre otras, la amistad íntima o enemistad manifiesta del juez o magistrado con las partes o sus abogados, procuradores, peritos y testigos; también lo es el parentesco hasta el cuarto o segundo grado consanguíneo, según los casos, con las mismas personas.
- Principio de independencia: Los juzgados y tribunales son independientes de toda autoridad o persona en el ejercicio de su potestad jurisdiccional, incluso respecto de tribunales superiores y de los órganos de gobierno del poder judicial.

- Principio de inamovilidad Los jueces y magistrados son inamovibles y no pueden ser trasladados, suspendidos, separados ni jubilados sino por las causas y con las garantías establecidas en la ley.

Esto quiere decir que, fuera de dichas causas y con arreglo a ese procedimiento, nadie puede impedir temporal o definitivamente a un juez o magistrado la permanencia en su cargo y el libre ejercicio del mismo, es decir, se proscribe toda forma de interferencia en la Carrera Judicial.
- Principio de responsabilidad: Los jueces y magistrados son personalmente responsables por las infracciones disciplinarias y penales que cometan en el ejercicio de sus funciones; esta responsabilidad únicamente puede exigirse por la vía disciplinaria legalmente establecida, sin interferencia de los Poderes Ejecutivo y Legislativo, o a través del procedimiento penal ordinario.

- Principio de legalidad: En el ejercicio de sus funciones jurisdiccionales, los jueces y magistrados están sujetos a la Constitución y al resto del ordenamiento jurídico, al igual que el resto de autoridades y que el conjunto de los ciudadanos.

Como principio informador de los procesos judiciales, no expresamente recogido en el art. 117.1 CE:
- Principio de contradicción Principio que inspira el desarrollo de los procesos judiciales y que consiste en la posibilidad de las partes de discutir los aspectos jurídicos y fácticos de la controversia.

## Extensión
La Ley Orgánica del Poder Judicial comienza delimitando la extensión jurisdiccional de los Juzgados y Tribunales españoles haciendo una mención genérica relativa a los juicios que se susciten en territorio español entre españoles, entre extranjeros y entre españoles y extranjeros.
No obstante, la propia Ley se encarga de hacer una delimitación más precisa y exhaustiva de la extensión de la jurisdicción española en función del orden jurisdiccional de que se trate.

### Orden civil
Además del principio territorial general, el orden civil recibe la atribución competencial expresa de un heterogéneo conjunto de supuestos específicos. Esos supuestos responden a tres categorías:
- Atribución exclusiva: Incluye múltiples supuestos de Derecho civil (Derechos reales de inmuebles en España, por ejemplo), de Derecho de consumo. En igual medida se atribuyen competencias sobre medidas provisionales respecto a personas o bienes que se hallen en territorio español y que deban cumplirse en España.
- Atribución general: Incluye el supuesto en el que el demandado tiene su domicilio en España. Regirá a falta de disposición más específica sobre el caso concreto.
- Atribución voluntaria: El Poder judicial español conoce del asunto que las partes hayan sometido expresa o tácitamente a la jurisdicción española. Legalmente está incluida como un supuesto de atribución general.

### Orden penal
Respecto al orden penal, la Ley le atribuye de forma general el conocimiento de las causas por delitos cometidos en territorio español o cometidos a bordo de buques o aeronaves españoles, sin perjuicio de lo previsto en los tratados internacionales en que España sea parte.
Junto con el supuesto general, de carácter territorial, la Ley también atribuye al orden penal competencia para conocer de determinados supuestos cometidos fuera del territorio nacional. Dentro de estas competencias extra-territoriales pueden distinguirse dos categorías.
La primera englobaría delitos cometidos en el extranjero por españoles o extranjeros nacionalizados con posterioridad a la comisión del delito tipificado en el Código Penal. Por otra parte, el delito debe ser punible en el lugar donde se cometió y ha de interponerse querella ante Tribunales españoles, requiriéndose también que el delincuente no haya sido absuelto, indultado o penado en el extranjero.
La segunda categoría se caracteriza por englobar delitos especialmente graves (terrorismo, genocidio, crímenes de lesa humanidad, crímenes de guerra, trata de seres humanos, etc) cometidos en el extranjero por extranjeros; por españoles en el extranjero o por extranjeros en España. Originariamente, esta categoría respondía al principio de jurisdicción universal reservada para las violaciones más severas de los Derechos Humanos.
Más tarde, el principio de jurisdicción universal español quedaría anulado en virtud de la Ley Orgánica 1/2009, complementaria de la Ley de reforma de la legislación procesal para la implantación de la nueva Oficina judicial, por la que se modifica la Ley Orgánica 6/1985, de 1 de julio, del Poder Judicial.
De esta manera, mediante la reforma de la Oficina judicial se modificó la extensión jurisdiccional, exigiendo un vínculo de conexión relevante con España para que los Tribunales españoles pudieran conocer de los delitos cometidos por extranjeros en el extranjero.

Para que puedan conocer los Tribunales españoles de los anteriores delitos deberá quedar acreditado que sus presuntos responsables se encuentran en España o que existen víctimas de nacionalidad española, o constatarse algún vínculo de conexión relevante con España y, en todo caso, que en otro país competente o en el seno de un Tribunal internacional no se ha iniciado procedimiento que suponga una investigación y una persecución efectiva, en su caso, de tales hechos punibles.
Ley Orgánica 1/2009, complementaria de la Ley de reforma de la legislación procesal para la implantación de la nueva Oficina judicial

### Orden contencioso-administrativo
La atribución competencial general del Orden contencioso-administrativo tiene un componente personal fundamental que recae sobre las Administraciones Públicas y otros poderes públicos de España. 
Concretamente, la Ley establece que la Jurisdicción contencioso-administrativa conocerá de las pretensiones deducidas de actos y disposiciones generales de las Administraciones públicas de España.

### Orden social
Las competencias del Orden social pueden clasificarse en tres grupos. El primero, relativo a los derechos y obligaciones derivados del contrato de trabajo, sigue criterios mixtos (territoriales-personales). Entre otros, conocerá de los contratos celebrados en España, de aquellos servicios que sean prestados en España e incluso de aquellos contratos en los que tanto el trabajador como el empresario sean españoles, aun cuando sea en el extranjero donde se presta el servicio o se celebra el contrato.
El segundo grupo incluye supuestos relativos a la comprobación de legalidad de los convenios colectivos celebrados en España o conflictos colectivos desarrollados en territorio español.
Finalmente, el tercer grupo hace mención a los procesos relativos a la Seguridad Social, conociendo el Orden social de aquellos en los que intervengan entidades españolas o que tengan domicilio, agencia, delegación o cualquier otra representación en España.

## Organización
El órgano de gobierno del Poder Judicial es el Consejo General del Poder Judicial. Los miembros de este consejo son propuestos por el Congreso y el Senado. Su presidente es también presidente del Tribunal Supremo. Tanto los órganos jurisdiccionales como los órganos de gobierno del poder judicial ejercen sus funciones con arreglo a los criterios de competencia objetiva, territorial, y funcional. Territorialmente, España se organiza en municipios, partidos judiciales, provincias y comunidades autónomas.

### Órganos jurisdiccionales
Los tribunales están organizados en competencias territoriales y de materias, jurisdicción ordinaria y especial. La diversidad de materia exige la especialización de los tribunales, existen jurisdicciones ordinarias y especiales.
- Ordinaria: civil, penal, contencioso-administrativa y de lo social.
- Especial: la militar, tribunales consuetudinarios (como el Tribunal de las Aguas de la Vega de Valencia y el Consejo de Hombres Buenos de Murcia) y el tribunal de conflictos jurisdiccionales.

No lo son el Tribunal de Cuentas (depende de las Cortes Generales) y el Tribunal Constitucional que, si formara parte del Poder Judicial, resultaría que este podría controlar la Constitución y rompería la división de poderes que en ella se establece. Aun así, ambos "tribunales" asimilan (en gran parte) el modo de proceder de los tribunales de justicia ordinarios. 
Los juzgados están integrados por una sola persona (el juez), y los tribunales por varias personas (magistrados) que toman sus decisiones colegiadamente. 
Los órganos jurisdiccionales son aquellos que tienen la misión de administrar justicia, es decir, de juzgar y hacer ejecutar lo juzgado. Pueden ser unipersonales (juzgados servidos por jueces y juzgados servidos por magistrados-jueces) y colegiados (audiencias y tribunales).
La organización Judicial del Estado es territorial en municipios, partidos judiciales (que son uno o más municipios limítrofes de la misma provincia), provincias y comunidades autónomas.
- Salas de lo Civil. Conoce de los pleitos entre particulares, sobre derecho privado, tanto civil como mercantil, y todos aquellos casos no recogidos por las demás jurisdicciones.

- Salas de lo Penal. Investiga y juzga, haciendo ejecutar lo juzgado, en materia de delitos (entendiéndose como delitos, las acciones y omisiones que infringen la ley penal y ponen en peligro los valores del hombre y su sociedad).

- Salas de lo Contencioso-Administrativo. Revisa los actos de las administraciones públicas para lograr que se ajusten al Derecho.

- Salas de lo Social. Conoce de las cuestiones relativas a los contratos de trabajo, conflictos y convenios colectivos, elecciones sindicales y en materia de seguridad social.

- Salas de lo Mercantil. Conoce de cuestiones en materia concursal, de acciones de patrimonio de la empresa, suspensión colectiva de contrato, ejecución de embargo, medidas cautelares sobre el patrimonio de la empresa y acciones tendentes a exigir la responsabilidad del los administradores de la empresa, asuntos en materia de transporte, derechos marítimos, protección del derecho de la propiedad intelectual e industrial.

- Salas de Vigilancia Penitenciaria. Revisa las penas de los presos y la concesión de beneficios penitenciarios y el tercer grado, así como el cumplimiento de las penas de trabajos en beneficio de la comunidad.

#### Tribunal Supremo

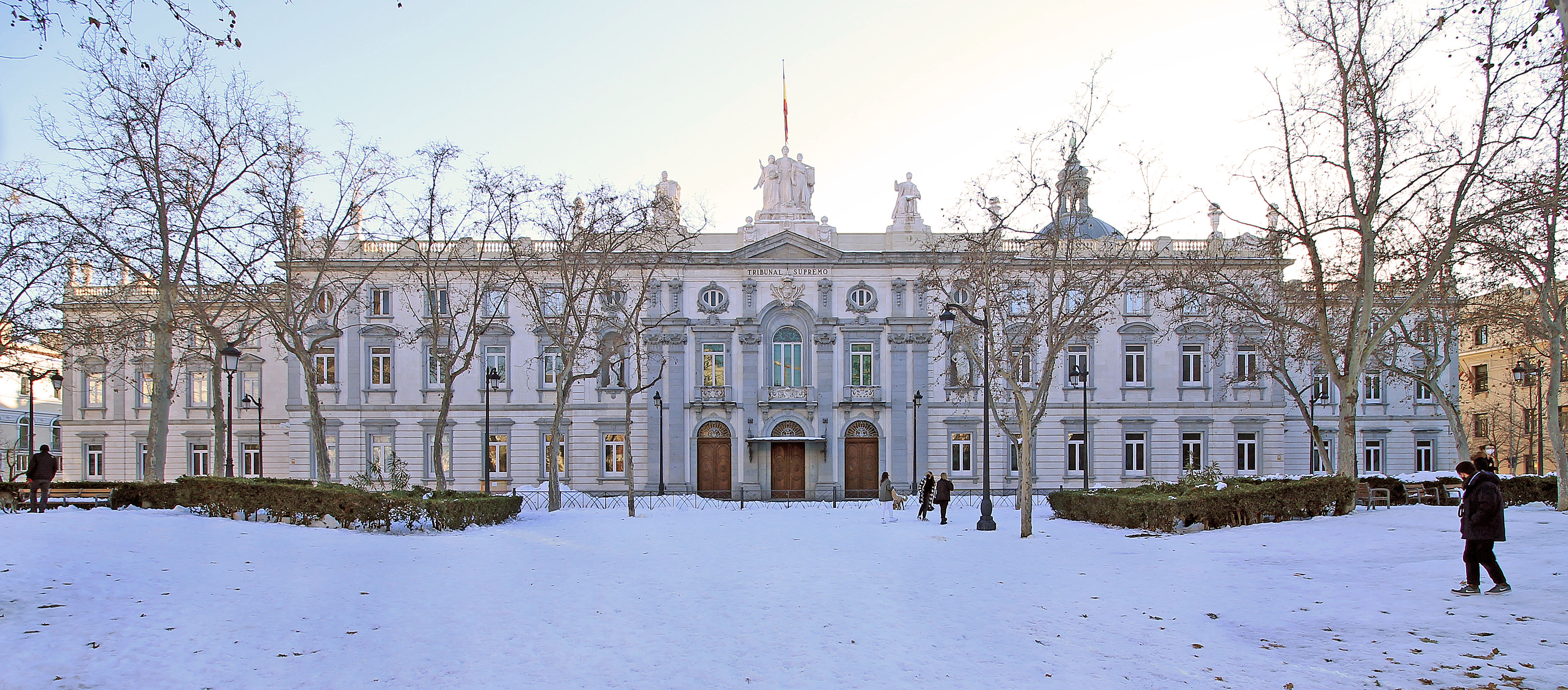
Sede del Tribunal Supremo, en Madrid.

El Tribunal Supremo, con sede en Madrid, es el órgano jurisdiccional superior en todos los órdenes, salvo lo dispuesto en materia de garantías constitucionales. Es único, ningún otro Tribunal puede tener el título de Supremo, y su jurisdicción se extiende a todo el territorio español.
Está compuesto por las Salas de lo Civil, de lo Penal, de lo Contencioso-Administrativo, de lo Social, de lo Militar y por dos especiales de revisión y de Gobierno.
- Conoce y decide los recursos de casación, revisión y otros extraordinarios en materia civil, penal, contencioso-administrativa, social y militar.

- Conoce y decide los procesos de responsabilidad civil o penal contra el presidente y los Ministros del Gobierno de la Nación, los Senadores y Diputados de las Cortes Generales, presidente y magistrados del propio Tribunal Supremo y Vocales del Consejo General del Poder Judicial, Presidente y magistrados del Tribunal Constitucional y otros integrantes de altas instituciones del Estado y de las comunidades autónomas.

- Conoce y decide, también, los procesos de ilegalización de partidos políticos.

- Conoce y decide los procesos por las demás materias que la Constitución o la Ley reservan a su competencia.

Su competencia se extiende a todo el territorio de la Nación y todos los demás órganos judiciales ejercen sus poderes y potestades con subordinación a él.

#### Audiencia Nacional
La Audiencia Nacional es un órgano judicial que conoce y decide causas de especial trascendencia criminal, política o social; está compuesta por las Salas de Apelación, de lo Penal, de lo Contencioso-Administrativo y de lo Social.
- Conoce y decide las causas por delitos contra el rey o la reina titular, su consorte, su sucesor, altos organismos de la Nación y forma de gobierno.

- Conoce y decide, en el orden penal y en los órdenes contencioso-administrativo y social, las causas relativas a otras materias de especial importancia, como crimen organizado, falsificación de moneda y delitos contra la seguridad del Estado.

- Conoce y decide los procesos relativos a otras materias reservadas por la Ley a su competencia.

#### Tribunales Superiores de Justicia
Las comunidades autónomas poseen órganos ejecutivos y legislativos propios, independientes de los del Estado, que son elegidos por sus ciudadanos para ejercer los poderes de la comunidad; no obstante, el Poder Judicial es único y las comunidades autónomas no poseen una Administración de Justicia propia, sino que participan en la gestión de las competencias administrativas de la misma, pero los órganos judiciales son siempre los del Poder Judicial único.
En este marco la Constitución y los respectivos estatutos de autonomía establecen un Tribunal Superior de Justicia en cada comunidad autónoma. Estos tribunales son los órganos judiciales ante los que se agotan las sucesivas instancias procesales de las causas iniciadas en las respectivas comunidades, sin perjuicio de la competencia superior del Tribunal Supremo y del conocimiento y decisión atribuidos a órganos jurisdiccionales centrales en materias especiales.
Los tribunales superiores de justicia están compuestos por las Salas de lo Civil y Penal, de lo Contencioso-Administrativo y de lo Social.
- Conocen y deciden los procesos de responsabilidad civil o penal contra los presidentes y consejeros de las respectivas comunidades autónomas, contra los miembros de sus Asambleas Legislativas y contra otros altos cargos de la administración autonómica y jueces y magistrados de los tribunales inferiores.

- Conocen y deciden los recursos de casación en materia de derecho propio de las comunidades autónomas.

- Conocen y deciden los procesos relativos a otras materias reservadas por la Ley a su competencia.

Los tribunales superiores de justicia toman el nombre de la comunidad autónoma respectiva y extienden su jurisdicción a todo el territorio de esta.

#### Audiencias Provinciales
Las Audiencias Provinciales son el órgano judicial superior de cada provincia y conocen causas de índole civil y penal.
- En el orden civil, conocen y deciden principalmente de los recursos de apelación que se presenten contra las sentencias y demás resoluciones de los juzgados de primera instancia.

- En el orden penal, conocen y deciden principalmente de las causas por delito no reservadas por la Ley a otro Tribunal por razón de la materia o de la persona, así como de los recursos contra las sentencias y demás resoluciones de los juzgados de lo penal.

Las audiencias provinciales tienen su sede en la capital de la provincia, y toman el nombre de la provincia respectiva, y extienden su jurisdicción a toda esta. La provincia coincide con la división administrativa del mismo nombre.

#### Juzgados de primera instancia e instrucción
Los juzgados de primera instancia son órganos jurisdiccionales unipersonales, servidos por un único juez profesional (por eso se llaman «juzgados», y no «tribunales», pues estos últimos están compuestos por varios jueces). Tienen competencia en materia civil y penal dentro del territorio de su partido judicial. Se trata de los órganos judiciales más cercanos a los ciudadanos tanto por su ubicación en el municipio cabecera del partido judicial como por sus competencias que precisan, en la mayoría de los casos, de la presencia en sus dependencias de los interesados para la práctica de pruebas.
En cada partido judicial hay uno o más juzgados de primera instancia e instrucción con sede en el municipio cabecera del partido y jurisdicción en todo su ámbito territorial. Toman su designación del municipio de su sede. En algunos casos, por razón de la población, están diferenciados los juzgados de primera instancia y los de instrucción; en ese caso, corresponde al juzgado de primera instancia el conocimiento de los asuntos civiles, y corresponde a los juzgados de instrucción el conocimiento de los asuntos penales. Por ejemplo, el partido judicial de Barcelona tiene 62 juzgados de primera instancia y 33 juzgados de instrucción, mientras que el partido judicial de Cáceres tiene seis juzgados que son tanto de primera instancia como de instrucción.
En el orden civil, el juzgado de primera instancia e instrucción ofrece la primera respuesta a los ciudadanos en los conflictos que pudieran suscitarse ante ellos. Sus resoluciones son susceptibles de recurso de apelación ante la audiencia provincial de la provincia donde está ubicado.
En el orden penal, el juzgado de primera instancia e instrucción tiene encomendado el conocimiento y fallo de los juicios sobre delitos leves, así como la instrucción de los delitos, que serán enjuiciados por el correspondiente juzgado de lo penal o, en su caso, por la audiencia provincial.
Registro Civil
Los juzgados de primera instancia tienen a su cargo el Registro Civil de su zona y, por delegación de estos, de los de paz, de conformidad con lo que establezca la ley. En las poblaciones en las que haya varios jueces de primera instancia unos de ellos desempeñará con exclusividad funciones de Registro Civil. En lo relativo al Registro Civil de la Familia Real, este es competencia exclusiva del ministro de Justicia y notario mayor del Reino.

#### Otros órganos jurisdiccionales profesionales
Con sede en la capital del Estado, en las capitales de las comunidades autónomas o de las provincias o en cualquiera de las grandes ciudades del Estado, pueden existir Juzgados de lo Mercantil, de lo Penal, de Violencia sobre la Mujer, de lo Contencioso-Administrativo, de lo Social, de Vigilancia Penitenciaria y de Menores.
Estos juzgados conocen y deciden las causas que en sus respectivas materias les asigna la Ley; en función del volumen de trabajo puede existir más de un juzgado de cada clase por comunidad autónoma o provincia, con jurisdicción en toda o parte de ella, o bien extender su competencia territorial a varias comunidades autónomas o provincias, o partes de ellas.
En todos los casos, toman su nombre del municipio donde radica su sede y extienden su jurisdicción al ámbito territorial señalado anteriormente.

#### Órganos jurisdiccionales no profesionales y consuetudinarios
- El Tribunal del Jurado: se conforma para cada proceso con ciudadanos mayores de edad en el pleno ejercicio de sus derechos civiles y conoce y decide sobre las cuestiones de hecho en las causas penales por delitos contra las personas, delitos cometidos por funcionarios públicos en el ejercicio de sus funciones, delitos contra el honor, delitos contra la libertad y la seguridad, delitos de incendios y otros que señala la Ley, emitiendo un veredicto justificado de culpabilidad o no culpabilidad; las cuestiones de derecho son decididas y la sentencia en sí es dictada por el presidente del Tribunal del Jurado, que es un magistrado profesional del órgano judicial correspondiente. Se constituye un Jurado en el Tribunal que deba conocer y decidir un proceso penal por un delito de los reservados a su conocimiento, sea una Audiencia Provincial, un Tribunal Superior de Justicia, la Audiencia Nacional o el Tribunal Supremo.

- Los juzgados de paz: existen en poblaciones menores donde no hay juzgado de primera instancia e instrucción y están servidos por jueces legos, nombrados por la Sala de Gobierno del Tribunal Superior de Justicia de la comunidad autónoma a propuesta del ayuntamiento de la localidad, para un periodo de cuatro años; conocen y deciden causas civiles de menor cuantía y causas penales por faltas leves. También desempeñan funciones de registro civil. Los juzgados de paz extienden su jurisdicción al término municipal del municipio respectivo.

- El Tribunal de las Aguas de la Vega de Valencia y el Consejo de Hombres Buenos de la Huerta de Murcia: son unos tribunales compuestos por jueces legos, es decir, no profesionales, que decide cuestiones relativas al uso del agua para el riego con fines de agricultura. Sus peculiaridades están reguladas en una Ley Especial.

### Órganos jurisdiccionales especiales: tribunales militares

#### Jurisdicción militar de España

Placa de la Jurisdicción militar de España.

La Ley Orgánica 4/1987, de 15 de julio, de la Competencia y Organización de la Jurisdicción Militar estableció el régimen de la jurisdicción militar en España. De conformidad con la misma, desapareció el Consejo Supremo de Justicia Militar, instancia suprema de la misma hasta ese momento, para crear la Sala Quinta del Tribunal Supremo, "De lo militar". A partir de aquí, se estableció una organización basada en los siguientes órganos:
- Sala Quinta del Tribunal Supremo, "De lo militar"
- Tribunal Militar Central.
- Tribunales Militares Territoriales.
- Juzgados Togados Militares.

- Juzgados Militares Desplazados.

### Órganos de gobierno
El Consejo General del Poder Judicial es el órgano de gobierno del mismo y ejerce sus competencias en todo el territorio nacional. Está presidido por el presidente del Tribunal Supremo y compuesto por veinte vocales, nombrados por Su Majestad el Rey a propuesta del Senado y del Congreso de los Diputados. Cada Cámara propone a cuatro juristas de reconocida competencia y además selecciona seis jueces o magistrados propuestos en lista triple por los miembros de la Carrera Judicial, en elecciones internas. El Consejo General del Poder Judicial tiene competencia en la selección y nombramiento de los jueces, en la propuesta al Rey de nombramiento de los Presidentes y magistrados de todos los Tribunales de la Nación y en materia administrativa, de inspección y disciplinaria.
Con subordinación al Consejo General del Poder Judicial, las Salas de Gobierno del Tribunal Supremo, de la Audiencia Nacional y de los Tribunales Superiores de Justicia ejercen funciones gubernativas y administrativas, tales como la solicitud y reparto de recursos y medios materiales y el establecimiento de normas de reparto de asuntos, de sustitución y de control de las respectivas oficinas.

## Selección y nombramiento de los jueces y magistrados
La carrera judicial es el cuerpo único de jueces y magistrados de todo el reino. El acceso a ella se lleva a cabo por diferentes categorías y con arreglo a los sistemas de libre oposición o de turno restringido de acceso profesional.

### Los jueces de paz
Los jueces de paz no requieren ser licenciados en Derecho; son nombrados por la sala de gobierno del Tribunal Superior de Justicia de la comunidad autónoma a propuesta del ayuntamiento del municipio respectivo; la sala de gobierno efectúa el nombramiento por si cuando el ayuntamiento no lo hace en un plazo de cuatro meses o cuando el candidato propuesto por él no es considerado idóneo por la propia sala. Permanecen en su cargo durante cuatro años y pueden ser reelegidos indefinidamente.

Placa de juez

### Los jueces
En España los jueces profesionales son seleccionados a través de un procedimiento de examen denominado oposición libre en el que pueden participar todos los españoles mayores de edad sin antecedentes penales que se encuentren en posesión del título de licenciado o graduado en Derecho y gocen de la plenitud de sus derechos civiles.
Las oposiciones son realizadas conforme a un temario y proporcionan plaza a todos los aspirantes que consigan una posición en el escalafón superior al número de puestos a cubrir, según la convocatoria; es decir, convocada una oposición para cien plazas de jueces resultarán admitidos aquellos que, habiendo aprobado los exámenes, tengan las cien mayores notas.
Los aprobados y admitidos gozan de la consideración de funcionarios en prácticas, con sueldo y otros beneficios a cargo del Estado, y deben superar un curso de capacitación en la Escuela Judicial, dependiente del CGPJ, cuya duración es de dos años y que comprende una parte teórica y otra práctica. Quienes superen el curso son nombrados jueces y entran en la Carrera Judicial por dicha categoría.
Una vez se le asigne sala o tribunal de Justicia, cabe también que un juez actúe o sea requerido en comisión de servicios; es decir, en sustitución temporal de otro juez, atendiendo las causas que en ese período y plaza jurídica procedan. También existe la posibilidad de ser requerido como juez de apoyo; en este caso, el juez presta auxilio a otro juez ante posibles colapsos de expedientes, o ante causas o procedimientos de especial relevancia o gravedad jurídico social.

### Los magistrados
Los magistrados son los jueces que sirven en órganos judiciales superiores, como las Audiencias Provinciales, los Tribunales Superiores de Justicia y la Audiencia Nacional. Los miembros del Tribunal Supremo también son magistrados, pero ellos pertenecen a su categoría especial.
Las plazas de magistrado se cubren con arreglo a un sistema de cuotas, de manera que de cada cuatro plazas se cubran:
- Dos por ascenso de jueces con arreglo al orden de los mismos en su escalafón.

- Una por concurso entre jueces, mediante pruebas selectivas en los órdenes ámbitos civil y penal y pruebas de especialización en los órdenes contencioso-administrativo, social y mercantil.

- Una por concurso entre juristas de reconocida competencia con más de 10 años de ejercicio profesional; una tercera parte de estas plazas debe reservarse para secretarios judiciales de primera o segunda categoría.

Los magistrados son adscritos a los diferentes Tribunales colegiados (no unipersonales) con arreglo a normas específicas que tienen en cuenta criterios técnicos y de especialización de cada funcionario.

Placa de magistrado del Tribunal Supremo

### Los magistrados del Tribunal Supremo
Los magistrados del Tribunal Supremo forman una categoría propia dentro de la carrera judicial.
La promoción a la categoría de magistrado del Tribunal Supremo se lleva a cabo con arreglo a criterios análogos a aquellos que se tienen en cuenta para el ascenso a la categoría de magistrado, según el número de plazas que resulte necesario cubrir, de la siguiente forma para cada cinco plazas:
- Cuatro para miembros de la carrera judicial con al menos 10 años de ejercicio profesional, de las cuales dos serán por concurso entre aquellos de los especializados en algún orden jurisdiccional concreto y las otras dos por concurso general.
- Una para juristas de reconocido prestigio y al menos 15 años de ejercicio profesional.

### Los presidentes de Tribunales y Salas
Los presidentes de los respectivos órganos judiciales superiores (Tribunal Supremo, Audiencia Nacional y cada una de sus salas, Tribunales Superiores de Justicia y cada una de sus salas, y Audiencias Provinciales) son nombrados, a propuesta del Consejo General del Poder a Judicial, por el Rey mediante Real Decreto. Permanecen en sus cargos con un mandato de cinco años que puede ser posteriormente renovado.

## Administración electrónica
La administración electrónica en el ámbito de la justicia se rige por la Ley 18/2011, de 5 de julio, reguladora del uso de las tecnologías de la información y la comunicación en la Administración de Justicia.